# Offenburg (stacja kolejowa)
Offenburg – stacja kolejowa w Offenburgu, w kraju związkowym Badenia-Wirtembergia, w Niemczech. Stacja została otwarta w 1844.